# Ancorina
Ancorina é um gênero de esponja marinha da família Ancorinidae.

## Espécies
- Ancorina alata Dendy, 1924
- Ancorina album (Alcolado e Gotera, 1986)
- Ancorina brevidens Dendy e Frederick, 1924
- Ancorina cerebrum Schmidt, 1862
- Ancorina corticata Lévi, 1964
- Ancorina diplococcus Dendy, 1924
- Ancorina fenimorea de Laubenfels, 1934
- Ancorina multistella (Lendenfeld, 1907)
- Ancorina nanosclera Lévi, 1967
- Ancorina radix Marenzeller, 1889
- Ancorina repens Wiedenmayer, 1989
- Ancorina stalagmoides Dendy, 1924
- Ancorina suina Wiedenmayer, 1989